# Nagroda Polhema
Nagroda Polhema (szw. Polhemspriset) – prestiżowa szwedzka nagroda naukowa wręczana przez Sveriges Ingenjörer, szwedzkie towarzystwo zrzeszające pochodzących z tego kraju inżynierów. Nagrodę wręcza się za zaawansowane rozwiązania techniczne, które są konkurencyjne na wolnym rynku. Jej nazwa pochodzi od nazwiska szwedzkiego wynalazcy, Christophera Polhema. Jest to najstarsza nagroda techniczna przyznawana w Szwecji.

## Historia
Po raz pierwszy nagrodę przyznano w 1878 roku. Nie miała określonych stałych terminów przyznawania, ale od 2013 roku jest wręczana co roku. Laureat otrzymuje medal Polhema w złotym kolorze na którym jest wygrawerowane jego nazwisko oraz nagrodę pieniężną w wysokości 250 000 SEK. Początkowo przyznawała ją Fundacja Polhemsfonden założona w 1876 roku dzięki darowiźnie ówczesnego prezesa Ingenjörsföreningen Rudolfa Cronstedta. W 1895 roku kapitał został powiększony przez darowiznę Knuta Styffe. Obecnie nagrodę Polhema i Fundacją zarządza Sveriges Ingenjörer. Propozycje zgłoszone do przyznania nagrody, które może zgłosić każda osoba są rozpatrywane przez tzw. Komitet Normalizacyjny (Nomineringskommittén), do którego są zapraszani specjaliści z różnych dziedzin wiedzy. Ostateczną decyzję podejmuje Sveriges Ingenjörer.

## Laureaci
2018 Lars Stigsson i Valeri Naydenov
2017 Daniel Stenberg
2016 Lennart Lindblad
2015 John Elvesjö i Mårten Skogö
2014 Hans Björklund
2013 Petra Wadström
2011 Georgios Psaros
2009 Laila Ohlgren
2007 Karl Gustaf Derman
2005 Lars Ingvarsson
2003 Ove Öhman
2001 Mats Leijon
1999 Gunnar Asplund
1997 Hans Hellsten
1995 Håkan Lans
1994 Mikael Karlsson i Martin Gren
1993 Claes Ericsson
1992 Per Siversson
1991 Karl Dunkers
1990 Harry Frank
1989 Olle Siwersson
1988 Lennart Gustavsson i Leif Lindau
1987 Ove Fernö
1986 Sven Benktander i Sture Åsberg
1985 Kåre Hannerz
1984 Arne Berlie i Hadar Lidén
1983 Ove Pettersson
1982 Torkel Wallmark
1980 Georg Vogl
1979 Bengt Gunnar Magnusson
1974 Per-Anders Persson, Sigvard Strandh
1969 Bertil Stålhane
1960 Ragnar Lundholm, K Joel Lindberg, Nils Hast
1955 Gunnar Pleijel, Georg Drougge
1950 Hannes Alfvén, K H Gustavson
1945 Conny Palm, Olof Rydbeck
1940 Waloddi Weibull, Lennart Forsén
1936 Walter Kjellman
1930 Erik Öman i Elis Göth, Mauritz Vos i Håkan Sterky
1925 Baltzar von Platen i Carl Munters
1921 Franz Ragnar Berwald i Bo Hellström
1911 Richard Ekwall
1904 Carl Lundgren, Sigurd Nanckkoff
1900 Martin Ekenberg, Johan Brinell
1895 Ernst Danielsson, Johan Gustaf Richert
1882 Carl Ångström
1881 Henrik Bedoire
1879 Otto Fahnehjelm
1878 Werner Cronquist